# Tomáš Krupa
Tomáš Krupa (ur. 14 listopada 1972) – czeski tenisista i trener tenisa.

## Kariera tenisowa
Na światowych kortach występował w latach 90. XX wieku.
Jest finalistą 1 turnieju w grze podwójnej rangi ATP World Tour oraz zwycięzcą 4 imprez rangi ATP Challenger Tour.
W rankingu gry pojedynczej najwyżej był na 278. miejscu (23 października 1995), a w klasyfikacji gry podwójnej na 124. pozycji (4 marca 1996).

### Finały w turniejach ATP World Tour
| Legenda                                      |
| -------------------------------------------- |
| Wielki Szlem                                 |
| Igrzyska olimpijskie                         |
| Tennis Masters Cup / ATP Finals              |
| ATP Masters Series / ATP Tour Masters 1000   |
| ATP International Series Gold / ATP Tour 500 |
| ATP International Series / ATP Tour 250      |

#### Gra podwójna (0–1)
| Końcowy wynik | Nr | Data            | Turniej | Nawierzchnia | Partner      | Przeciwnicy                 | Wynik finału |
| ------------- | -- | --------------- | ------- | ------------ | ------------ | --------------------------- | ------------ |
| Finalista     | 1. | 7 sierpnia 1994 | Praga   | Ceglana      | Pavel Vízner | Karel Nováček Mats Wilander | walkower     |

## Kariera trenerska
Po raz pierwszy jako trener zaczął pracować z Radkiem Štěpánkiem. W latach 2009–2014 Krupa był szkoleniowcem Tomáša Berdycha, który w tym czasie został finalistą Wimbledonu 2010. W sezonie 2015 współpracował z Barborą Strýcovą, a od sezonu 2016 zaczął trenować Jiříego Veselý.